# USS Donald Cook (DDG-75)
USS Donald Cook (DDG-75) – amerykański niszczyciel rakietowy typu Arleigh Burke, należący do drugiej, zmodernizowanej serii Flight II.
Stępkę pod okręt położono 9 lipca 1996 roku w stoczni Bath Iron Works w Bath w stanie Maine, zwodowano zaś 3 maja 1997 roku. Do służby w marynarce amerykańskiej wszedł 4 grudnia 1998 roku. Okręt został całkowicie zintegrowany za pomocą systemu zarządzania walką Aegis BMD, zaś jego wyposażenie w uniwersalną wyrzutnię VLS umożliwia przenoszenie do 90 pocisków antybalistycznych SM-3 Block IA, SM-3 Block IB, przeciwlotniczych SM-2, pocisków manewrujących Tomahawk, przeciwpodwodnych rakietotorped VL-ASROC oraz pocisków przeciwokrętowych Harpoon, w dowolnej konfiguracji uzależnionej od potrzeb prowadzonej operacji.
Od lutego 2014 roku, stałą baza okrętu jest Rota w Hiszpanii, dokąd jednostka przybyła jako pierwszy z czterech okrętów europejskiego systemu obrony antybalistycznej NATO.
W kwietniu 2016 roku brał udział w ćwiczeniach na Bałtyku z polskim helikopterem Marynarki Wojennej, podczas których miał miejsce incydent w którym to dwa rosyjskie myśliwce przeleciały w bliskiej odległości od okrętu.